# دایموند پرینسس
دایموند پرینسس (به انگلیسی: Diamond Princess) یک کشتی گردشی ساخته‌شده توسط صنایع‌سنگین میتسوبیشی ژاپن و ثبت‌شده در بریتانیا است که مالکیت آن متعلق به شرکت پرینسس کروزس بوده و توسط همین شرکت اداره می‌شود. این کشتی در مارس ۲۰۰۴ به بهره‌برداری رسید و در فصل تابستان نیم‌کرهٔ شمالی به گردش در آسیا پرداخته و در فصل تابستان نیم‌کرهٔ جنوبی منطقهٔ گردش آن شامل استرالیا می‌شود. دایموند پرینسس یک کشتی کلاس گرند است که با نام کلاس-جم نیز شناخته می‌شود. دایموند پرینسس و کشتی خواهرش، سفیر پرنسس، با پهنای ۳۷٫۵ متر (۱۲۳ فوت ۰ اینچ)، عریض‌ترین کشتی‌های زیرکلاس کلاس گرند هستند؛ در حالی که سایر کشتی‌های کلاس گرند دارای پهنایی معادل ۳۶ متر (۱۱۸ فوت ۱ اینچ) هستند. هر دو کشتی دایموند پرینسس و سفیر پرینسس توسط شرکت صنایع سنگین میتسوبیشی در ناگاساکی، ژاپن ساخته شده‌اند.
تاکنون دو مورد همه‌گیری مهم امراض عفونی بر روی این کشتی رخ داده‌است − یک همه‌گیری گاستروانتریت متأثر از نوروویروس در سال ۲۰۱۶ و شیوع کروناویروس کووید ۱۹ در سال ۲۰۲۰. در همه‌گیری کروناویروس، این کشتی به‌همراه سرنشینانش برای مدتی در حدود یک ماه قرنطینه شد و مسافران و خدمهٔ آن پس از پیاده‌شدن نیز تحت قرنطینه قرار گرفتند. دست‌کم ۷۱۲ نفر از ۳٬۷۱۱ سرنشین کشتی به بیماری مبتلا شدند و ۱۳ نفر نیز کشته‌شدند.

## حادثه‌ها

### موارد ابتلا به گاستروانتریت ۲۰۱۶
در فوریهٔ ۲۰۱۶، یک همه‌گیری بیماری گاستروانتریت متأثر از نوروویروس در دایموند پرینسس رخ داد که طبق آمار تأییدشدهٔ وزارت بهداشت نیو ساوث ولز پس از رسیدن کشتی به سیدنی، طی این همه‌گیری ۱۵۸ نفر از سرنشینان سوار بر این کشتی بیمار شدند.

### همه‌گیری کووید-۱۹ در سال ۲۰۲۰
در ۲۰ ژانویه ۲۰۲۰ یک مسافر ۸۰ ساله اهل هنگ‌کنگ در یوکوهاما سوار این کشتی شد، یک بخش از خط سفر کشتی را با آن سفر کرد و در ۲۵ ژانویه در هنگ‌کنگ از کشتی پیاده شد. او شش روز پس از ترک این کشتی، به یک بیمارستان محلی در هنگ‌کنگ مراجعه کرد و بعداً در همان بیمارستان، نتیجهٔ آزمایش او برای بیماری کووید-۱۹ مثبت اعلام شد. در سفر دریایی بعدی این کشتی، در ۴ فوریه و همزمان که این کشتی در آب‌های ژاپن بود، ۱۰ نفر از سرنشینان آن در خلال شیوع ۲۰–۲۰۱۹ کروناویروس، مبتلا به کووید-۱۹ تشخیص داده‌شدند.
این کشتی در ۴ فوریهٔ ۲۰۲۰ در بندر یوکوهاما در ژاپن قرنطینه شد. تا تاریخ ۱۶ مارس، ۷۱۲ نفر از مجموع ۳٬۷۱۱ مسافر دایموند پرینسس به این بیماری مبتلا شده و تا ۱۹ مارس، یازده نفر از آن‌ها نیز کشته شده‌بودند. مبتلایان در این کشتی دست‌کم شامل ۱۳۸ نفر از هند (۱۳۲ خدمه، ۶ مسافر)، ۳۵ فیلیپینی، ۳۲ کانادایی، ۲۴ استرالیایی، ۱۳ آمریکایی، ۴ اندونزیایی، ۴ مالزیایی و ۲ بریتانیایی می‌شدند. کشورهای خانهٔ مبتلایان ترتیبی اتخاذ کردند تا این افراد به کشور خود بازگردانده شده و در آنجا قرنطینه شوند. تا تاریخ ۱ مارس تمامی سرنشینان کشتی از جمله خدمه و کاپیتان آن از کشتی پیاده‌شده‌اند. در این میان ۱۰ مورد بهبودی و دست‌کم 11 مورد مرگ از بین کسانی که سوار این کشتی بوده‌اند، تأیید شده‌است.